# (20294) 1998 FA73
1998 أف أي 73 (ويعرف أيضًا باسم (20294) 1998 أف أي 73 وفق تسمية الكوكب الصغير) (بالإنجليزية: 1998 FA73)‏ هو كويكب ضمن حزام الكويكبات؛ وترتيبه 20294 من حيث الاكتشاف.
اكتُشف هذا الجُرم الفلكي بواسطة OCA–DLR Asteroid Survey ‏ في 27 مارس 1998.

## وصلات خارجية
- (20294) 1998 FA73 في قاعدة بيانات مختبر الدفع النفاث لأجرام النظام الشمسي الصغيرة

- الاكتشاف · مخطط المدار ·  العناصر المدارية · المعلمات المادية

- (20294) 1998 FA73 على موقع ويكي سكاي: DSS2, SDSS, GALEX, IRAS, Hydrogen α, X-Ray, Astrophoto, Sky Map, Articles and images